# Sergio Aguiló
Sergio Patricio Aguiló Melo (Santiago, Chile, 9 de febrero de 1953) es un político chileno. Fue diputado por la Región del Maule desde 1990 hasta 2018.

## Biografía
Nació el 9 de febrero de 1953, siendo hijo de Sergio Aguiló Vargas y Sonia Melo. Es casado con Nivia Palma y tiene tres hijos.
Su formación primaria la realizó en el Instituto O'Higgins de Rancagua y en la Escuela N.°1 de Rengo, mientras que sus estudios secundarios los realizó en el Instituto de Humanidades Luis Campino. Posteriormente ingresó a la Universidad de Chile, donde se inscribe en la entonces llamada Facultad de Ciencias Económicas y Administrativas (FACEA), titulándose como ingeniero comercial. Luego realizó un posgrado en la Universidad de Campinas en Brasil.

## Vida política
Comenzó su trayectoria política en 1972 al incorporarse a la Izquierda Cristiana (IC), que integraba la Unidad Popular que gobernaba con Salvador Allende. Luego del golpe de Estado de 1973 fue parte del equipo que se encabezó la tarea de reconstruir al partido durante la clandestinidad, y en 1976 se incorporó al Comité Central y Comisión Política de la Izquierda Cristiana.
En 1981 sufrió la detención por parte de la Central Nacional de Informaciones (CNI), donde fue secuestrado y torturado por 10 días; en 1982 nuevamente fue detenido por motivos políticos y condenado a 541 días en la cárcel.
En 1984 se incorporó a la Dirección Nacional del Bloque Socialista y en 1985, representando a la Izquierda Cristiana, participó en el Acuerdo Nacional para la Transición a la Plena Democracia, posteriormente en 1988 lo eligen vicepresidente de la alianza Izquierda Unida y en 1989 participó como dirigente activo del Partido Amplio de Izquierda Socialista (PAIS).
Para las elecciones parlamentarias de 1989, fue candidato a diputado por el Distrito N.°37 correspondiente a la ciudad de Talca, siendo elegido. En diciembre de 1990, se integra al Partido Socialista de Chile (PS), siendo desde esa fecha y hasta 1992, encargado de la comisión de regionalización de dicho partido.

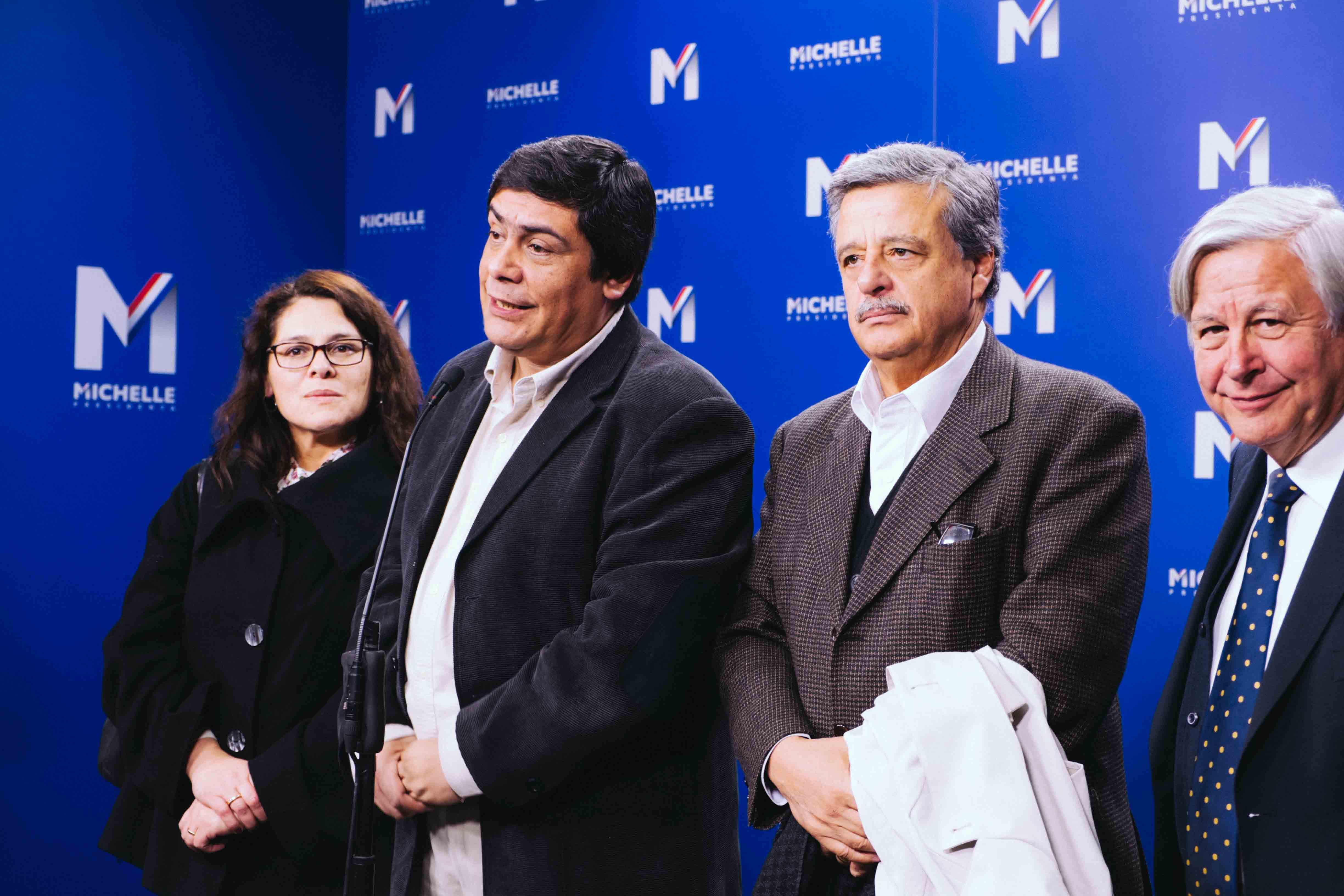
Aguiló (tercero de izq. a derecha) con la directiva fundacional de la Izquierda Ciudadana.

En 1993 fue reelegido por el mismo distrito, periodo en que integró la comisión de gobierno unterior, regionalización, planificación y desarrollo social y la comisión de salud siendo presidente de esta. En 1997 y en 2001 fue reelegido por amplia mayoría, integrando las comisiones de salud; educación, cultura, deportes y recreación; trabajo y seguridad social; derechos humanos, nacionalidad y ciudadanía; vivienda y desarrollo urbano.
Para las elecciones de 2005 obtuvo su quinto periodo, siendo parte en este periodo legislativo de las comisiones permanentes de trabajo y seguridad social; derechos humanos, nacionalidad y ciudadanía. El 2009 fue reelegido nuevamente, esta vez para integrar el LIII Periodo Legislativo.
En enero de 2011 anunció su renuncia al PS, tras profundas diferencias con algunos personeros del partido, específicamente con Camilo Escalona.[cita requerida] Se unió al Movimiento Amplio de Izquierda (MAIZ), y tras la fusión en 2012 de dicho movimiento con la Izquierda Cristiana —su antiguo partido— para formar la Izquierda Ciudadana (IC). El 18 de enero de 2015 asumió como presidente de la Izquierda Ciudadana. En abril de 2017, presentó su renuncia a la IC por conflictos con su presidente, Francisco Parraguez Leiva.

## Historial electoral

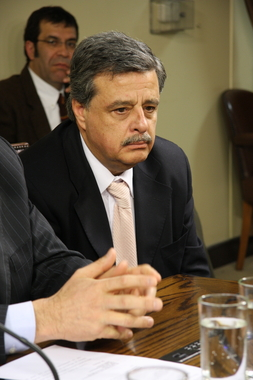
Sergio Aguiló.

### Elecciones parlamentarias de 1989
- Elecciones parlamentarias de 1989 a diputado por el Distrito 37 (Talca)[4]

### Elecciones parlamentarias de 1993
- Elecciones parlamentarias de 1993 a diputado por el Distrito 37 (Talca)[5]

### Elecciones parlamentarias de 1997
- Elecciones parlamentarias de 1997 a diputado por el Distrito 37 (Talca)[6]

### Elecciones parlamentarias de 2001
- Elecciones parlamentarias de 2001 a diputado por el Distrito 37 (Talca)[7]

### Elecciones parlamentarias de 2005
- Elecciones parlamentarias de 2005 a diputado por el Distrito 37 (Talca)[8]

### Elecciones parlamentarias de 2009
- Elecciones parlamentarias de 2009 a diputado por el Distrito 37 (Talca)[9]

### Elecciones parlamentarias de 2013
- Elecciones parlamentarias de 2013 a diputado por el Distrito 37 (Talca)[10]